# Sociedad Nacional para la Prevención de la Crueldad contra los Niños
La Sociedad Nacional para la Prevención de la Crueldad contra los Niños (NSPCC - National Society for the Prevention of Cruelty to Children) es una organización benéfica británica de protección infantil.

## Historia

### Era Victoriana
En un viaje a Nueva York en 1881, el empresario de Liverpool Thomas Agnew se inspiró en una visita a la Sociedad de Nueva York para la Prevención de la Crueldad contra los Niños . A su regreso a Liverpool, invitó a figuras destacadas de la ciudad a una reunión en el ayuntamiento y fundó la Sociedad de Liverpool para la Prevención de la Crueldad contra los Niños (LSPCC) el 19 de abril de 1883. Posteriormente se crearon sociedades similares en todo el país, como la Sociedad de Londres para la Prevención de la Crueldad contra los Niños (London SPCC), fundada el 8 de julio de 1884 por Anthony Ashley-Cooper .  Ashley-Cooper fue el primer presidente del SPCC de Londres, con los reverendos Benjamin Waugh y Edward Rudolph como secretarios adjuntos. La primera baronesa Angela Burdett-Coutts fue una de las cofundadoras de la organización que más tarde se convirtió en la Sociedad Nacional para la Prevención de la Crueldad contra los Niños (NSPCC) en 1889 con la reina Victoria como patrona.  
El 1 de enero de 1887 se lanzó Child's Guardian, la revista oficial de la Sociedad.  La revista se inspiró en la Sociedad Real para la Prevención de la Crueldad contra los Animales y fue diseñada para educar al público sobre la naturaleza de la crueldad hacia los niños. 
Después de cinco años de campaña por parte del SPCC de Londres, el Parlamento aprobó en 1889 la primera ley del Reino Unido para proteger a los niños del abuso y el abandono. La SPCC de Londres pasó a llamarse Sociedad Nacional para la Prevención de la Crueldad contra los Niños el 14 de mayo de 1889,  porque para entonces tenía sucursales en Gran Bretaña e Irlanda . Ese mismo año, los comisionados jefes de la policía metropolitana y de la ciudad de Londres dieron instrucciones de que todos los casos de crueldad contra niños que se les denunciaran debían entregarse al NSPCC para que los tratara. 
La NSPCC recibió su Estatuto Real el 28 de mayo de 1895 de la Reina Victoria, quien se convirtió en su primera Patrona Real. No cambió su título a "Sociedad Real para la Prevención de la Crueldad contra los Niños" o similar, ya que el nombre NSPCC ya estaba bien establecido, y para evitar confusión con la Sociedad Real para la Prevención de la Crueldad contra los Animales (RSPCA), que ya existía desde hacía más de cincuenta años.

### Siglo 20
En 1901, el rey Eduardo VII y su esposa , la reina Alejandra, se convirtieron en patrocinadores de la Sociedad tras la muerte de la reina Victoria. En 1905, el Reverendo Benjamin Waugh se retiró de la dirección de la Sociedad, como resultado de problemas de salud, después de 21 años de servicio. En 1910, el rey Jorge V y su esposa , la reina María, se convirtieron en patrocinadores de la Sociedad tras la muerte del rey Eduardo VII. 
Poco después del estallido de la Primera Guerra Mundial, 18 inspectores se unieron a la Royal Navy y otros 42 se unieron al ejército . Durante el transcurso de la guerra, el inspector del NSPCC de Manchester recibió la Cruz Victoria . En enero de 1915, la NSPCC nombró a su primera inspectora.  Durante la misma guerra, se descubrió que recaudadores de fondos fraudulentos recaudaban dinero para ayudar a las familias de los muertos o heridos en acción. Por lo tanto, la NSPCC evitó las colecciones callejeras hasta la Ley de Caridades de Guerra de 1916, que introdujo regulaciones para proteger y guiar a los coleccionistas. 
En 1919, el Príncipe de Gales, que más tarde sería el rey Eduardo VIII, se convirtió en patrocinador de la Sociedad. En 1926, el Príncipe habló en nombre del NSPCC en un llamamiento radiofónico. 
En 1930, la Sociedad informó haber ayudado a su hijo número cuatro millones. 
Poco después del estallido de la Segunda Guerra Mundial, el Ministro del Interior, Sir John Anderson, escribió al presidente de la Sociedad agradeciéndole que la Sociedad hubiera decidido continuar su trabajo durante la guerra. Durante el transcurso de la guerra, la Sociedad apoyó a más de 600.000 niños, mientras que casi 100 de los inspectores de la Sociedad sirvieron en las Fuerzas Armadas. 
La organización de la NSPCC en la República de Irlanda fue asumida por la Sociedad Irlandesa para la Prevención de la Crueldad contra los Niños (ISPCC), fundada en 1956 como reemplazo de la NSPCC.  Hoy en día, el NSPCC trabaja en Inglaterra, Gales, Irlanda del Norte, Escocia y las Islas del Canal.

#### Década de 1980
La NSPCC es la única organización benéfica del Reino Unido a la que se le han otorgado poderes legales en virtud de la Ley de la Infancia de 1989, lo que le permite solicitar órdenes de cuidado y supervisión para niños en riesgo. En 1983, el NSPCC lanzó su llamamiento centenario en Gran Bretaña para "establecer 60 equipos de protección infantil en todo el país". El lanzamiento del llamamiento se produjo en un momento en que la organización atravesaba dificultades debido a la insuficiencia de apoyo público y fondos gubernamentales. Para ayudar a promocionar el NSPCC, se creó un cartel que resaltaba los rostros de dos niños abusados, uno de 1884 y el otro de 1984. El mensaje que estaba escrito junto a la imagen era "Las caras cambian, los moretones no". 

#### Década de 1990
El NSPCC documentó acusaciones de abuso ritual satánico en 1990, con la publicación de los resultados de una encuesta según la cual, de 66 equipos de protección infantil en Inglaterra, Gales e Irlanda del Norte, 14 equipos habían recibido informes de abuso ritual por parte de niños y siete de ellos estaban trabajando directamente con niños que habían sido abusados ritualmente, a veces en grupos de veinte.  Una investigación sobre las acusaciones de la SRA por parte del gobierno británico produjo más de doscientos informes, de los cuales sólo tres fueron fundamentados y demostraron ser ejemplos de abuso pseudosatánico, en los que el abuso sexual era la motivación real y los rituales eran incidentales.  
El NSPCC también proporcionó una publicación conocida como Indicadores Satánicos a los servicios sociales de todo el país a la que se ha culpado de que algunos trabajadores sociales entraran en pánico y hicieran acusaciones falsas de abuso sexual de niños .  El más destacado de estos casos se produjo en Rochdale en 1990, cuando hasta veinte  niños fueron sacados de sus hogares y sus padres después de que los servicios sociales creyeran que estaban involucrados en abusos rituales satánicos u ocultistas. Posteriormente se descubrió que las acusaciones eran falsas. El caso fue el tema de un documental de la BBC que incluía grabaciones de las entrevistas realizadas por los trabajadores sociales del NSPCC, revelando que se utilizaron técnicas defectuosas y preguntas capciosas para obtener pruebas del abuso por parte de los niños. El documental afirmaba que organizaciones como la NSPCC convencieron erróneamente a los servicios sociales de que se estaban produciendo abusos y eran tan comunes que hicieron acusaciones antes de que se considerara ninguna prueba.  
En 1999, un anuncio publicado por la NSPCC "advirtiendo" sobre el riesgo de que niños sean asesinados por extraños fue criticado como una táctica de recaudación de fondos para infundir miedo, ya que tales sucesos son extremadamente poco comunes.  

### Siglo 21

#### Década de 2010
La organización benéfica NSPCC anunció el martes 19 de enero de 2010 que el actor británico Nicholas Hoult se convertirá en su primer embajador para niños y jóvenes. Nicholas se convertirá en embajador durante 12 meses completos y ayudará a respaldar las actividades de la organización benéfica dirigidas a niños y jóvenes. Nicholas se unirá a un grupo de élite de embajadores del NSPCC que incluye a Kylie Minogue, Peter Andre, Catherine Zeta-Jones y Amir Khan.
En 2011, el NSPCC lanzó su campaña All Babies Count para resaltar la vulnerabilidad de los bebés y pedir un apoyo mejor y más temprano para los nuevos padres.  En 2012, la organización benéfica ganó un premio PRCA por su campaña "No espere hasta estar seguro" que animaba a las personas a llamar al NSPCC si tenían alguna preocupación por un niño. 

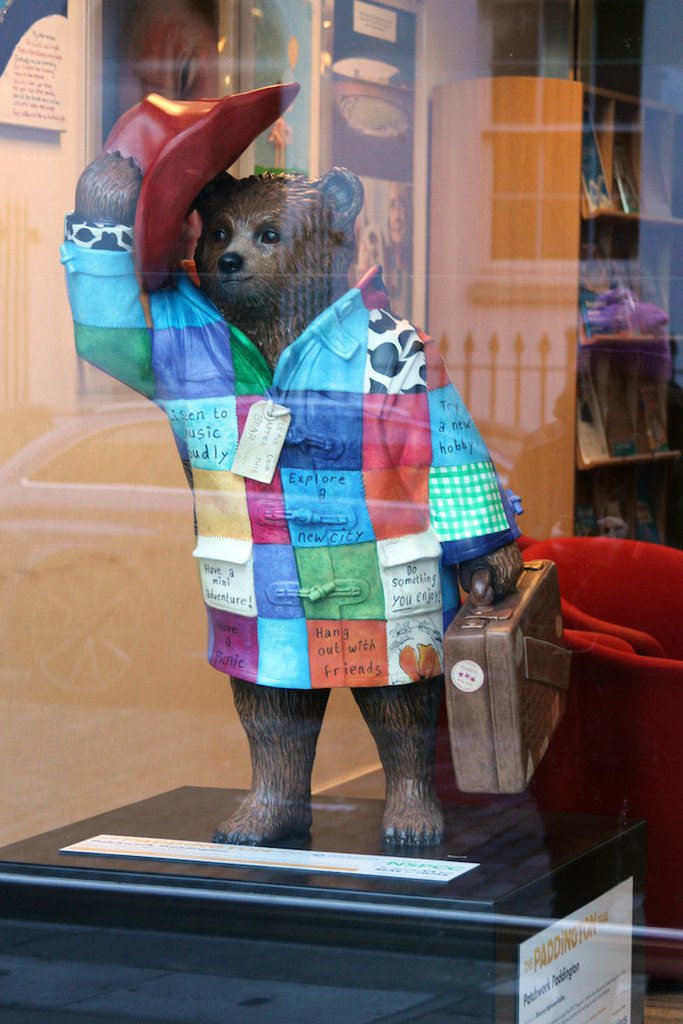
Estatua del oso Paddington diseñada por un empleado de la NSPCC, expuesta en las oficinas de Childline en Londres, que fue subastada para recaudar fondos para la NSPCC

En noviembre de 2014, cincuenta estatuas del oso Paddington, creadas por varias celebridades y organizaciones, incluido el "Patchwork Paddington" diseñado por la NSPCC, se ubicaron en Londres antes del estreno de la película Paddington, y las estatuas se subastaron para recaudar fondos para la NSPCC.  
En 2017, la Oficina del Comisionado de Información multó a once organizaciones benéficas que violaron la Ley de Protección de Datos al hacer un uso indebido de los datos personales de los donantes. NSPCC recibió una multa de 12.000 libras esterlinas. 
En 2019, el NSPCC contrató al activista transgénero Munroe Bergdorf como su primer activista LGBT+ para ChildLine . La relación terminó de manera controvertida después de lo que Bergdorf describió como una campaña de odio transfóbico contra ella, incluidas acusaciones falsas de que había participado en películas pornográficas.  El NSPCC declaró que su razón no tenía nada que ver con que Bergdorf fuera transgénero, sino porque invitó a jóvenes LGBT a contactarla directamente a través de las redes sociales, lo que no era compatible con las propias políticas de salvaguardia del NSPCC. Más de 150 empleados de NSPCC se quejaron ante la alta dirección sobre el trato que la organización benéfica daba a Bergdorf. 

## Actividades
El NSPCC presiona al gobierno sobre cuestiones relacionadas con el bienestar infantil y crea campañas para el público en general, con la intención de crear conciencia sobre cuestiones de protección infantil. También opera una línea de ayuda en el 0808 800 5000, para cualquier persona preocupada por un niño, y Childline, que ofrece apoyo a los propios niños. Childline pasó a formar parte del NSPCC en 2006. Además de las líneas telefónicas de ayuda, NSPCC ofrece un servicio de asesoramiento en línea para niños y jóvenes en Childline . 
La NSPCC gestiona centros de servicios locales en todo el Reino Unido donde ayuda a niños, jóvenes y familias.  Desde 2009, el NSPCC ofrece un servicio de consultoría en protección infantil cuyo objetivo es hacer que las organizaciones sean más seguras para los niños. Ofrece formación y asesoramiento a organizaciones que tienen contacto con niños, desde escuelas hasta organismos deportivos. La organización benéfica trabaja a través de juntas locales de protección de la infancia (LSCB), donde la policía, los servicios sanitarios, sociales y educativos, entre otros, pueden trabajar juntos.
La organización benéfica es auditada periódicamente y publica su informe y cuentas anuales según lo exige la Comisión de Caridad. 
En mayo de 2021, una línea de ayuda que se lanzó para que las víctimas denunciaran abusos y acoso en entornos educativos había recibido cientos de llamadas desde su apertura. El NSPCC recibió 353 llamadas entre el 1 de abril y el 16 de mayo. De ellos, 65 fueron remitidos a agencias externas como la policía y los servicios para niños. 

## Investigación y evidencia
En 2009, el NSPCC lanzó una nueva estrategia de siete años. La estrategia reafirmó la visión de la sociedad de poner fin a la crueldad hacia los niños en el Reino Unido. Se sugirió que el trabajo político, de influencia y de campañas, combinado con la experiencia de trabajar directamente con los jóvenes, podría ayudar a hacer realidad esta visión. El aprendizaje debía estar en el centro del trabajo de la sociedad. La ambición era someter todos los servicios directos de la organización a evaluación y luego implementar intervenciones efectivas para los proveedores de servicios convencionales.  En 2016, la nueva estrategia sexenal de la sociedad se comprometió a seguir generando evidencia de "lo que funciona" en la prevención del abuso sexual infantil. 
En 2016, el NSPCC lanzó un centro web de 'Impacto y evidencia' que fue diseñado para promover y hacer accesible la evidencia de investigación que produjo.  El centro contenía secciones sobre:
- Informes de investigación y evaluación. [35]
- Información sobre cómo el NSPCC llevó a cabo las evaluaciones, [36] incluida información sobre las medidas de resultado utilizadas. [37]
- Una serie de artículos de blog que relatan las experiencias de profesionales en la realización de artículos de investigación y la producción de evidencia. [34]
- Información sobre el Comité de Ética en Investigación de la organización y el proceso de revisión ética al que debían estar sujetos los proyectos de investigación. [38]

Los informes de investigación y evidencia producidos por el NSPCC incluyen evaluaciones de:
- Una intervención de guía de interacción en video con familias donde se han observado preocupaciones iniciales sobre la negligencia. [39]
- Una intervención terapéutica para niños afectados por abuso sexual y sus cuidadores. [40]
- Una intervención diseñada para apoyar la salud mental infantil. [41]
- Un programa de intervención temprana diseñado para mejorar la relación de la madre con su bebé. [42]
- Un programa para padres que ayuda a los padres a cambiar su comportamiento después del abuso doméstico. [43]
- Una intervención que ayuda a las madres a reconstruir las relaciones con sus hijos después del abuso doméstico. [44]
- Una intervención que ayuda a los padres con problemas de drogas o alcohol a mejorar sus habilidades parentales. [45] [46]
- Un enfoque exploratorio para trabajar con miembros de la comunidad para eliminar el abuso sexual infantil. [47] [48]